# Gesellschaft für bedrohte Völker

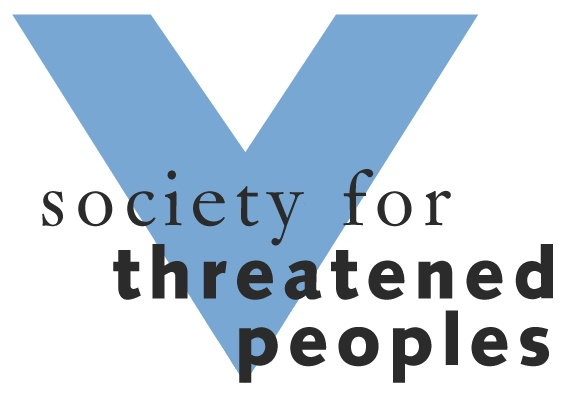

Gesellschaft für bedrohte Völker (GfbV) (Genootschap voor bedreigde volkeren) is een internationale NGO gevestigd in de Duitse stad Göttingen. De organisatie zet zich in voor religieuze, taal- en etnische minderheden in de wereld. De GfbV heeft afdelingen in Oostenrijk, Zwitserland, Italië (Zuid-Tirol), Luxemburg, Bosnië en Herzegovina en Chili en heeft vertegenwoordigers in Londen en New York. Deze vertegenwoordigingen worden overkoepelt door GfbV international in Luxemburg.

## Ontstaan en ontwikkeling
De organisatie ontstond in 1970 uit de Aktion Biafra-Hilfe die werd gesticht in 1968 door Tilman Zülch en Klaus Guerke voor het naar buiten brengen van informatie over de Biafra-oorlog en het stoppen van de genocide daar. Sinds 1993 heeft de GfbV een adviserende functie bij de Economische en Sociale Raad van de Verenigde Naties en sinds 2004 neemt de GfbV deel aan de Raad van Europa. Halverwege 2005 was het de tweede grootste mensenrechtenorganisatie van Europa.